# Darío Sztajnszrajber
Darío Gabriel Sztajnszrajber (pronunciado /shtainshráiber/, Buenos Aires, 16 de junio de 1968), también conocido como Darío Szeta, es un escritor, filósofo, divulgador de filosofía y docente argentino.
Fue premiado por la Fundación Konex en 2017 en la disciplina de divulgación. Conduce el programa Mentira la verdad (en Canal Encuentro), el programa de televisión Seguimos educando con Ángela Lerena, y trabaja en radio haciendo los programas Demasiado humano (en Futurock) y Lo intempestivo (en Nacional Rock). Es autor de los libros ¿Para qué sirve la filosofía? Pequeño tratado sobre la demolición (Editorial Planeta), Filosofía en 11 frases y Filosofía a martillazos (Editorial Paidós).

## Biografía
Sztajnszrajber se ha desempeñado como profesor en casi todos los niveles educativos: primario, secundario, terciario, universitario y posgrado. Dicta clases en la Facultad Latinoamericana de Ciencias Sociales (FLACSO) en las áreas de Comunicación (Posgrado de Gestión Cultural) y Educación. También es docente en el CBC de la Universidad de Buenos Aires, y en la materia "Problemas filosóficos" de la Universidad Nacional de Hurlingham (UNAHUR).
Se desempeñó como docente en la Facultad de Ciencias Sociales de la UBA y en el Colegio Pestalozzi. Dirigió el profesorado de Historia en el Instituto Braun Menéndez. Desarrolló hace años una importante labor docente en la comunidad judía, en su cátedra del Seminario Rabínico Latinoamericano y en el Colegio Tarbut. Fue miembro del Consejo Directivo de la ULEJ (Universidad Libre de Estudios Judaicos).
Ha desarrollado también una extensa tarea en el ámbito de la gestión cultural. Fue gerente editorial de EUDEBA (Editorial de la Universidad de Buenos Aires) y coordinador del programa de cultura literaria de la Secretaría de Cultura de la Nación. Coordinó y asesoró proyectos en los Festivales de Cine Independiente y de Teatro de la Ciudad de Buenos Aires.
Tiene tres hijos: María, León y Teo.

## Televisión
Desde 2011 ha estado conduciendo el programa de televisión Mentira la verdad por Canal Encuentro, que fue nominado a los premios Emmy en tres oportunidades y fue ganador de distintos premios a la televisión cultural internacional, entre ellos el prestigioso Japan Prize. El programa lleva ya cinco temporadas al aire, la última estrenada en 2022. En el programa Sztajnszrajber mezcla filosofía con ficción, así como lleva sus clases de filosofía a diferentes espacios públicos.
El 20 de enero de 2013 estrenó otro programa de televisión en Canal Encuentro: El amor al cine, donde presentó películas de amor y analizándolas desde el punto de vista filosófico. Entre 2012 y 2013 fue columnista en el magazine "1000 manos" por la TV Pública argentina.
Desde febrero de 2016 es columnista del programa deportivo "Tocala",el cual es emitido por el canal de televisión por cable TyC Sports que esconducido por el periodista Martín Souto. En su columna Sztajnszrajber mezcla filosofía y fútbol.

## Radio
Desde 2015 Sztajnszrajber conduce el programa de filosofía en radio "Demasiado humano" en 2015 por la Red de Radios Universitarias Nacionales (ARUNA) y desde septiembre de 2016 por Futurock.fm. Además es columnista desde 2014 del programa de radio "Metro y medio" (Radio Metro) conducido por Sebastián Wainraich. Fue columnista del programa de radio Gente sexy de la radio Rock & Pop, Entre 2012 y 2014 hizo en Radio Madre el programa "El innombrable".
También conduce un programa por la radio Nacional Rock 93,7 llamado "Lo intempestivo" junto a Maria Sztajnszrajber, Luciana Peker, Martín Rechimuzzi y Verónica Lorca.

## Teatro
Desde 2012 hace Desencajados, un show que se presentó primero en el Konex y que a partir del 2014 en el ND Ateneo, con Lucrecia Pinto (voz), [Guillermo Martel| (guitarra eléctrica), Lucas Wilders (percusión),   y Juan Finger (bajo eléctrico). «Juntamos música y filosofía, algo que parecería imposible, sin embargo se conectan desde el desencaje». En este espectáculo, Spinetta, Charly y Fito Páez dialogan con Platón, Nietzsche y Derrida. La obra viene recorriendo el país con una afluencia masiva de público.
Durante el transcurso de tres años consecutivos (del 2013 al 2015), en Tecnópolis hizo "Salir de la caverna. Filosofía y Rock" y diferentes eventos donde combina el discurso filosófico con el rock nacional argentino.

## Gráfica
Es columnista desde 2015 de la revista Ohlalá con su sección "Filosofía erótica". Desde septiembre de 2016 ha tenido una columna en la revista THC, la cual está a favor de la difusión de la cultura canábica en la Argentina. También ha colaborado y colabora con diferentes medios gráficos de la Argentina, entre los cuales se encuentran los siguientes: diario Clarín, Perfil, revista Noticias y Tiempo Argentino.

## Publicaciones
- Pensar lo judío en la Argentina del siglo XXI (1ª edición). Capital Intelectual. 2011. ISBN 978-987-614-280-9. En coautoría con Alejandro Dujovne y Daniel Goldman.
- Para animarse a leer Platón (1ª edición). Eudeba. 2012. ISBN 978-950-23-1988-9.
- ¿Para qué sirve la filosofía? (1ª edición). Planeta. 2013. ISBN 978-950-49-3688-6. En este trabajo se aborda el problema de desmontar la rigidez de la disciplina filosófica y hacerla accesible a un público más amplio, sobre todo diferenciando a la filosofía de su clásica vocación por la verdad.
- Problemas, estrategias y discursos sobre las políticas socioeducativas (1ª edición). Ministerio de Educación de la Nación. 2015. ISBN 978-950-00-1101-3. Participación en obra colectiva
- Filosofía en 11 frases (1ª edición). Paidós. 2018. ISBN 978-950-12-9687-7.
- Filosofía a martillazos (1ª edición). Paidós. 2019. ISBN 978-950-12-9828-4.

Asimismo, fue compilador y editor de las obras Posjudaísmo (vols. 1 y 2), donde cuestiona las formas tradicionales de definición del judaísmo.

## Relaciones familiares
Es hermano del periodista especialista en policiales Mauro Szeta.